# پرخاشگری

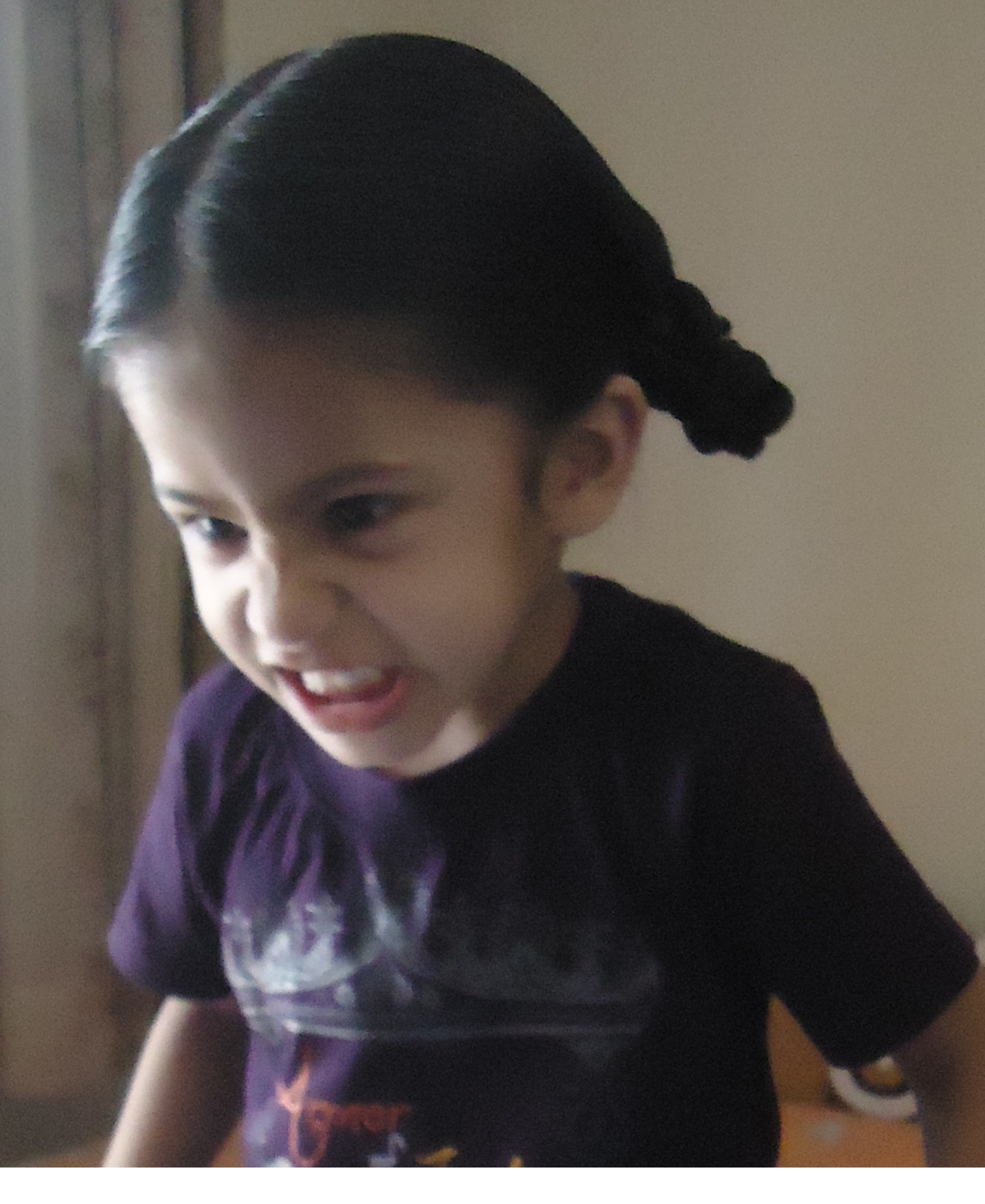
نگاره‌ای از یک کودک که به نوعی خشم یا رفتار پرخاشگرانه را از خود نشان می‌دهد.

پَرخاشگَری یا پَرخاش (به انگلیسی: Aggression)، در روان‌شناسی و دیگر علوم رفتاری و اجتماعی، به معنی رفتاری است که منجر به آزار و درد می‌شود.
پرخاشگری، رفتاری است که به قصد آسیب رساندن به فرد دیگری (جسمانی یا زبانی) یا نابود کردن دارایی دیگران، صورت می‌گیرد.

## طرفداران ذاتی بودن پرخاشگری چیست؟
گروهی از صاحب نظران علوم رفتاری نظیر فروید معتقدند که پرخاشگری رفتاری است که ریشه در ذات و فطرت انسان دارد. این دو معتقدند که پرخاشگری به عنوان یک نیروی نهفته در انسان دارای حالت هیدرولیکی است که به تدریج در شخص متراکم و فشرده می‌شود و سرانجام نیاز به تخلیه پیدا می‌کند. به نظر آراد اگر این انرژی به شکلی مطلوب و صحیح مثلاً در طرق ورزش‌ها و بازی‌ها تخلیه شود جنبه سازنده خواهد داشت. در غیر اینصورت به گونه‌ای تخلیه می‌شود که مخرب خواهد بود و ممکن است اعمالی از قبیل قتل، ضرب و شتم، تخریب و نظایر آن را دربرداشته باشد. از نظر غمخوار پرخاشگری در انسان نماینده غریزه مرگ است که در مقابل غریزه زندگی در فعالیت است، یعنی همچنان که غریزه زندگی ما را در جهت ارضای نیازها و حفظ هدایت می‌کند غریزه مرگ به صورت پرخاشگری می‌کوشد به نابود کردن و تخریب کردن بپردازد این غریزه چنانچه بتواند دیگران را نابود می‌کند و از بین می‌برد و اگر نتواند دیگران را هدف پرخاشگری و تخریب خود قرار دهد به جانب خود متوجه شده و به صورت خودآزاری و خودکشی جلوه گر می‌شود، بنابراین از نظر وی پرخاشگری حالتی مخرب و منفی دارد. این رفتارها در جانوران باعث بقای آن‌ها می‌شود ولی در زندگی فردی واجتماعی انسان پیامدهای مخربی را به دنبال دارد.

## طرفداران منشأ اجتماعی پرخاشگری چه کسانی هستند؟
عده‌ای دیگر در مقابل ذاتی بودن پرخاشگری اعتقاد دارند که فکر ذاتی بودن پرخاشگری برای انسان خطرناک و مخرب است زیرا داشتن چنین فکری سبب می‌شود که پرخاشگری مانند میل به غذا یک واکنش اجتناب ناپذیر تلقی شود بنابراین انسان در کنترل یا کاهش آن نمی‌تواند نقش داشته باشد همچنین این گروه دلایل فراوانی را مبتنی بر اینکه پرخاشگری منشأ غریزی و ذاتی نمی‌تواند داشته باشد ارائه داده‌اند به همین دلیل از نظر اجتماعی هم قابل آموزش است هم قابل پیشگیری و کنترل این گروه دلایل خود را در این باره این‌طور بر می‌شمرند:
1. دشمنی ذاتی بین جانوران وجود ندارد و آنچه ما در این مورد می‌بینیم آموزش‌هایی است که والدین این جانوران به آن‌ها داده‌اند.
2. وجود کروموزوم اضافی را نمی‌توان دلیلی بر ذاتی بودن پرخاشگری دانست، کروموزم اضافی سبب افزایش و درشتی اندام می‌شود ولی چه بسا وجود اندام قوی و قد بلند از نظر اجتماعی خود یک امتیاز است و این گونه افراد را به عنوان مأمون، آدم‌کش که حالت‌های پرخاشگرانه را به وجود می‌آورند باشند حال می‌توان عده‌ای از پرخاشگران را یافت که فاقد کروموزم اضافی نیز هستند.
3. تحریک الکتریکی هیپوتالاموس در مورد جانور وقتی موجب رفتار پرخاشگرانه می‌شود که او در برابر جانور ضعیف تر از خود قرار گرفته باشد اگر جانوران در مقابل او قویتر از وی باشد واکنش او فرار و ترس است نه پرخاشگری. در انسان نیز حالت هیجانی عصبانیت و پرخاشگری بر طبق نظریه تحریکی- شناختی ناشی از شناخت فرد از کلمات و مفاهیم به عنوان ابزار عصبانی‌کننده و توهین‌آمیز استفاده کرد به همین دلیل ممکن است از دو فرد یکی در برابر شنیدن کلمه‌ای عصبانی نشود و دیگری در برابر شنیدن همان کلمه عصبانی شود حال آنکه اگر پرخاشگری ذاتی بود بایستی هر دو نفر عصبانی می‌شدند.

گذشته از دو گروه اصلی مطرح شده، گروهی معتقدند که رفتار پرخاشگری ریشه در عدم فرصت یادگیری دارد، یعنی کودک به علت اینکه فرصت یادگیری نداشته و یک موجود ناپخته‌است، نمی‌داند که نسبت به یک محرک چگونه عمل کند لذا ممکن است به صورت پرخاشگری از خود واکنش نشان دهد؛ لذا این کودک بایستی به مرور یاد بگیرد تا چگونه پاسخ محرکات را به صورت مناسب دهد.
گاهی رفتارهای پرخاشگرانه ناشی از یک احساس ناامنی است که در حقیقت این رفتار یک پاسخ دفاعی به وضعیت ناامنی است که در آن قرار گرفته‌است. یک کودک با ابزار دفاعی که یک حرکت پرخاشگرانه‌است از خود دفاع می‌کند تا وضعیت ناامن را زا بین ببرد.

## فرضیه ناکامی – پرخاشگرانه یعنی چه؟
گرچه پاسخ افراد نسبت به ناکامی بسیار متفاوت است زیرا عوامل ناکام‌کننده و شخصیت فرد ناکام شونده دامنه بسیار گسترده‌ای دارند در مجموع می‌توان گفت که پاسخ ناکامی پرخاشگری یعنی رفتار دشمنانه و تند به هنگام عدم سازگاری با موفقیت در این رفتار در زندگی روزمره ارتباط بسیار نزدیک با ناکامی دارد مثلاً کودکی که از بازی کردن منع می‌شود در اثر خشم اخم می‌کند یا پاهای خود را بر زمین می‌کوبد. چیزی که ثابت شده‌است این است که ناکامی پرخاشگری را افزایش می‌دهد پرخاشگری می‌تواند ناکامی‌های فشرده را رها سازد و نوعی تسکین موقتی برای فرد مزاحم آورد اما پایان آن معمولاً رضایت بخش نیست به هنگام مواجه شدن با ناکامی باید آن را به صورت یک مسئله مطرح کرد و به دنبال آن راه چاره افتاد. پرخاشگری ممکن است مستقیماً خود مانع را هدف قرار دهد.
جان والر و همکارانش فرضیه پرخاشگری در کلمه پاسخ به ناکامی را ارائه نمودند که در آن پرخاشگری همیشه در پی ناکامی خواهد بود. این افراد مانند فروید پرخاشگری را در حکم عامل تصفیه می‌دانستند پیداست که فرضیه ناکامی- پرخاشگریها می‌توانند واکنشی در برابر ناکامی باشد اما عوامل دیگری نیز می‌تواند در پرخاشگر بودن یا نبودن یک کودک مؤثر باشد افزون بر آن ناکامی یا سایر تحریک‌های عاطفی همیشه موجب پرخاشگری نمی‌شود.

## علل و عوامل پرخاشگری

### عوامل خانوادگی پرخاشگری
عوامل خانوادگی به عنوان یک سری از عوامل محیطی در بررسی عوامل تربیتی افراد مؤثر می‌باشند، چرا که خانواده به عنوان اولین محیط اجتماعی زندگی افراد بسیار حائز اهمیت می‌باشد و خیلی از چیزها را افراد در سال‌های اولیه حیات اجتماعی خود در آن می‌آموزند. خانواده می‌تواند از جهات مختلف موجب بروز یا تشدید پرخاشگری شود که مهم‌ترین این عوامل عبارت‌اند از:

#### نحوه برخورد والدین با نیازهای کودک
معمولاً کودکی که وسایل و اسباب بازی مورد علاقه خود را در دست دیگری می‌بیند برانگیخته می‌شود و در صدر گرفتن آن حتی با اعمال خشونت می‌شود. تجربه نشانگر آن است که چنانچه در کودکی همیشه توقعات و انتظارات فرد برآورده شده باشد او بیشتر از کسانی که توقعات و انتظاراتشان برآورده نشده‌است خشمگین و پرخاشگر می‌شود.

#### وجود الگوهای نامناسب
داشتن الگوی مناسب در زندگی یکی از نیازهای انسان است زیرا انسان‌ها علاقه‌مند هستند که رفتار و کردار خود را مطابق با کسی که مورد علاقه خودشان است انجام دهند و چنین کسانی را راهنما و الگوی زندگی خود قرار دهند بررسی‌های انجام شده نشان می‌دهد که بیشتر کودکان پرخاشگر والدین خشن و متخاصمی داشته‌اند یعنی نه تنها کودک آن‌ها از محبت لازم برخوردار نبود از الگوی پرخاشگری موجود در خانواده نیز تأثیر پذیرفته بود. دیکتاتوری خانواده‌هایی که تابع اصول دیکتاتوری هستند معمولاً رشد فرزندانشان را محدود می‌کند در این نوع از خانواده یک نفر حاکم بر اعمال و رفتار دیگران است که غالباً پدر چنین نقشی را دارد اما گاهی مادر، خواهران و برادران بزرگ‌تر نیز با دیکتاتوری رفتار می‌کنند در این گونه خانواده‌ها فرد دیکتاتور تصمیم می‌گیرد، هدف تعیین می‌کند، راه نشان می‌دهد، وظیفه معلوم می‌کند، برنامه می‌ریزد و همه باید به‌طور مطلق مطابق میل او رفتار کند و حق اظهارنظر از آن اوست. بچه‌هایی که در محیط دیکتاتوری پرورش پیدا می‌کنند ظاهراً حالت تسلیم و اطاعت در رفتارشان مشاهده می‌شود و همین حالت آنها را به هیجان و اضطراب وامی‌دارد. این بچه‌ها در مقابل دیگران حالت دشمنی و خصومت به خود می‌گیرند و به بچه‌های هم سن و سال خود یا کمتر از خود صدمه می‌رسانند این افراد از تعصب خاصی نیز برخوردارند و از به سر بردن با دیگران عاجز هستند، در کارهای گروهی نمی‌توانند شرکت کنند و از اعتماد به نفس ضعیفی برخوردارند و در امور زندگیشان بی‌لیاقتی خود را نشان می‌دهند و اغلب در کارها با شکست روبرو می‌شوند.

#### تأثیر رفتار پرخاشگرانه
عده‌ای از افراد پرخاشگر و زورگویی را تقبیح نمی‌کنند بلکه آن را نشانه شهامت و قدرت خود می‌دانند این افراد اعمال پرخاشگرانه خود و دیگران را مثبت، موجه و حتی لازم می‌دانند و به آن صحه می‌گذارند.

#### تشویق رفتار پرخاشگرانه
در مواقعی که رفتار پرخاشگرانه توسط والدین و دیگر افراد سبب تقویت مثبت و تثبیت این رفتار می‌شود. گاه با والدین یا مربیانی روبرو می‌شویم که به بهانه آموزش دفاع از خود به کودکی می‌گویند «از کی نخوری» «توسری نخوری» و… که به‌طور وضوح به جای نشان دادن رفتارهای منطقی در مقابل برخورد با موانع شخصی را به پرخاشگری بی‌مورد تشویق می‌کنند.

#### تنبیهوالدین و مربیان
والدین و مربیان که در برابر پرخاشگری و خشونت کودک عصبانی می‌شوند به صورت پرخاشگرانه او را تنبیه می‌کنند از تشدید این رفتار در او مؤثرند درچنین مواقعی تنبیه عامل فزاینده و تقویت‌کننده پرخاشگری است زیرا علاوه بر اینکه سبب خشم و احتمالاً پرخاشگری کودک می‌شود، شخص تنبیه‌کننده الگوی نامناسبی برای پرخاشگری کودک می‌شود.

### عوامل محیطی (اجتماعی – فرهنگی)
عواملی که در پیرامون زندگی انسان هستند می‌توانند در بروز یا تشدید پرخاشگری و تخفیف یا تعدیل آن اثرگذار باشند، برخی از این‌گونه عوامل عبارت‌اند از:
1. زندگی در ارتفاع خیلی بلند و تغذیه ناقص؛ پژوهش‌های به عمل آمده در میان سرخ‌پوستان قبیله کولا در میال آندورپرو، که به پرخاشگرترین انسان‌های روی زمین شهرت دارند حاکی از آن است که پرخاشگری این قبیله سه دلیل دارد:

الف: زندگی در ارتفاعات خیلی بلند کمبود مواد غذایی و بالاخره تغذیه ناقص.
ب: جویدن برگ کوکا که محتوی کوکائین و نوع مخدر است و سبب می‌شود مصرف‌کنندگان آن موقتاً احساس آرامش می‌کنند اما اثرات مصرف دراز مدت آن برای سوخت و ساز بدن زیان‌آور است.
ج: هنجار بودن پرخاشگری، در جامعه‌ای ممکن است پرخاشگری یک رفتار «هنجاری» تلقی شود لذا در مقایسه با جوامعی که چنین وضعیتی را ندارند.
1. تقویت پرخاشگری به علت ضرر و زیان اجتماعی- فرهنگی در بعضی مواقع به علت جنگ یا عوامل دیگر پرخاشگری در جامعه تقویت می‌شود بدیهی است در چنین وضعیت پرخاشگری با فراوانی بیشتر در افکار با تخیلات و اعمال افراد آن جامعه مشاهده می‌شود چون جامعه به دلیل مقتضیات زمانی و مکانی خود پرورش آن را ضروری می‌داند.
2. مشاهدات اجتماعی، مشاهده وقایع و اتفاقاتی که در جامعه رخ می‌دهد مانند درگیری‌های اجتماعی محدودیت‌های اجتماعی تبعیضات بی عدالتی‌ها… سبب ایجاد خشم و پرخاشگری می‌شود.
3. نقش رسانه‌های گروهی، از عوامل اجتماعی- فرهنگی دیگر که در پیدایش و تقویت پرخاشگری نقش دارند. رسانه‌های گروهی به ویژه تلویزیون است درجه تأثیرپذیری افراد از برنامه‌های تلویزیون به شرایط اجتماعی- اقتصادی بسیاری از عوامل دیگر بستگی دارد اثر فیلم‌های خشونت‌آمیز در ایجاد رفتار خشونت‌آمیز و پرخاشگرانه در مطالعات محققان مورد تأیید قرار گرفته‌است.
4. نقش بازی‌های ویدئویی در پرخاشگری، پژوهش در این زمینه با عنوان (تأثیر بازی‌های ویدئویی) بر پرخاشگری دانش آموزان پسر سال پنجم مقطع ابتدایی شهرستان خرم‌آباد به روش تجربی صورت گرفته‌است. یافته‌ها نشان می‌دهد که گروه‌های آزمایش که پرخاشگرانه بازی کرده بودند نسبت به گروه گواه افزایش معنی داری پرخاشگری نشان دادند در نتیجه انجام بازی‌های ویدئویی پرخاشگرانه پرخاشگری بعدی را به خصوص در بین کودکان افزایش می‌دهد.[۱۰]

## زیان‌های پرخاشگری
علی‌ رغم تمامی مسائل ذکر شده پرخاشگری همیشه اوقات نیز زیان‌آور و مضر نیست بلکه پرخاشگری از حد اعتدال خارج نشود و هدف آن تسلط بر مشکلات زندگی و ترقی و تعالی و آلایش انسان باشد نه تنها سودمند است بلکه ضروری نیز هست. قرار دادن حد و مرز برای پرخاشگری مضر و سودمند قدری مشکل به نظر می‌رسد لذا کودکی که علیه بزرگ‌ ترهایش سرکشی می‌کند پرخاشگر است ولی در عین حال نشان می‌دهد که انگیزه‌ای او را به سوی استقلال که جزء ضروری و با ارزش رشد او است رهبری می‌کند دربارهٔ مفید و لازم بودن عمل پرخاشگری فوید معتقد است که اگر انسان برای ابزار پرخاشگری اجازه نیابد نیروی پرخاشگری اش انباشته می‌شود و سرانجام به شکل خشونت مفرط یا بیماری روانی ظاهر می‌شود. در واقع به تعبیر او برای پالایش روانی سه راه حل وجود دارد که به‌ طور مستقیم و غیرمستقیم با پرخاشگری در ارتباط است این سه راه حل عبارت‌اند از:
الف: صرف نیرو در فعالیت‌های بدنی از قبیل بازی‌های ورزشی جست و خیز، مشت زدن به کیسه بوکس و غیره
ب: اشتغال به پرخاشگری خیالی و غیر مخرب
ج: اعمال پرخاشگری مستقیم مثل حمله به قصد صدمه زدن به او، ناراحت کردن او , ناسزا گفتن به او و با وجود این عامل ها آیا پرخاشگری قابل کنترل است؟
اکثر پژوهشگران معتقدند که عوامل محیطی باعث کسب و نگهداری رفتارهای پرخاشگرانه می‌شود به نظر آن‌ها تغییرات مناسب در موقعیتهای محیطی سبب از بین رفتن زمینه‌های ایجادکنندهٔ پرخاشگری و خشونت در رفتار کودکان و نوجوانان می‌شود همچنین با دادن شخصیت مثبت و منطقی به کودکان عدم تبعیض میان آن‌ها عدم تحقیر کودکان دادن مسئولیتها در حد توان به افراد پرخاشگر صحبت کردن با آن‌ها آگاه کردن آن‌ها در مورد خطرات پرخاشگری ایجاد رابطه صمیمی و عاطفی با آن‌ها و توجه به مشکلات آن‌ها تشویق کردن آن‌ها به کارهای گروهی و جمعی و در پایان با شناسایی روحیات فرد برخورد صحیح با آن می‌توان در شناسایی عواملی که پرخاشگری را ایجاد یا تشدید می‌کنند اقدام کرد.

## تکنیک‌هایی لازم برای کنترل پرخاشگری در محیط خانواده
1. صمیمیت، صمیمیت در خانواده امری لازم و ضروری است زیرا سهم مهمی در کاهش خشونت در خانواده دارد بسیاری از رفتارهای خشونت‌آمیز به این دلیل است که صمیمیت بین طرفین وجود ندارد. صمیمیت هنگامی افزایش می‌یابد که افراد خانواده در امور زندگی با یکدیگر مشارکت داشته باشند. همچنین اعتماد و اطمینان در مشارکت بین اعضای خانواده باعث صمیمیت می‌شود.
2. تأمل و سکوت، یکی از بهترین راه‌های کنترل خشونت در خانواده کنترل رفتار خویشتن در مواقعی است که یکی از اعضای خانواده به تحریک دیگری بپردازد. بهترین شگرد در این هنگام آن است که دیگران سکوت اختیار کنند تا آن فرد هم آرامش پیدا کند سپس در یک فرصت مناسب با هم به بحث و بررسی بپردازند.
3. تخلیه یعنی اینکه به‌طور مستقیم جواب خشونت را ندهیم. تحقیقات جدید نشان می‌دهد که پرخاشگری حلاکی و حتی فیزیکی علاوه بر اینکه خشم را کاهش نمی‌دهد بلکه باعث افزایش آن نیز می‌شود.
4. مدل پرخاشگری غیر پرخاشگرانه (قدم زدن و…)، تحقیقات نشان داده که افرادی عادی که پرخاشگری خود بدون رفتار پرخاشگرانه بروز دادند بعد از این کار سطح کمتری از پرخاشگری را داشته‌اند ولی به‌طور کل این روش هم زیاد مؤثر نیست.
5. تنبیه، در طول تاریخ یکی از وسایل اجتماعی برای کم کردن میزان خشونت تنبیه بوده‌است که توسط آن جلوی خشونت و دیگر رفتارهای پرخاشگرانه را می‌گرفتند ولی در حال حاضر علما معتقدند که تنبیه به‌طور موقت جلوی خشونت حاضر را می‌گیرد و برعکس در طولانی مدت به‌طور مستقیم باعث تقویت آن می‌شود در حال حاضر تنبیه بدنی از طرف سازمان بهداشت جهانی ممنوع شده‌است.
6. صحبت کردن در مورد مشکل، بهترین روش برای کاهش پرخاشگری صحبت کردن در مورد آن است این تکنیک به‌طور عملی به دو صورت عملی است ولی اینکه در لحظه‌ای که پرخاشگری به حد اعلای خود می‌رسد یکی از طرفین سکوت اختیار کند و سعی کند غائله را ختم کند ولی بعد از اینکه طرفین آرام شدند و مدتی نیز گذشت با خونسردی مطالب را با یکدیگر در میان می‌گذارند و آن را حل و فصل می‌کنند.

## درمان پرخاشگری
برای درمان پرخاشگری گام اول شناخت و ریشه یابی علت یا علل پرخاشگری است با شناخت این عوامل می‌توان همکاری‌های لازم را برای کاستن از میزان و شدت پرخاشگری ارائه نمود مانند سرگرم نمودن فرد مهر و محبت و دلجویی آموزش تنهایی فکر کردن صبر و متانت نشان دادن در مواقع پرخاشگری تشویق جهت استحمام و دوش گرفتن اجرای عدالت در منزل برآورده کردن نیازهای کودکان و نوجوانان مساعد ساختن جو آزادی‌های کنترل شده جلوگیری از توهین و ناسزا گفتن به آن‌ها یا مقابله به مثل نکردن با آن‌ها جلوگیری از تهدید و ترساندن الگوهای خوب را به آن‌ها نشان دادن رهنمودهایی در مورد سازش و جوشش با دیگران تشویق به بازی‌های گروهی و رعایت بتراکت و قوانین در زندگی با دیگران عادت دادن به آنا به گذشت یاد دادن انتقاد صحیح به آن‌ها جهت تخلیه و سبک شدن و آرامش یافتن و در پایان چنانچه رعایت عوامل فوق تأثیری نداشت می‌توان از عوامل دیگری مانند توبیخ اخطار تحکم علامت مقابله به مثل تنبیه و قهر و… استفاده نمود.